# Funzione aperta
In topologia, una funzione è aperta se l'immagine di ogni aperto è un aperto. Più formalmente, una funzione {\displaystyle f:X\to Y} tra spazi topologici è aperta se per ogni aperto {\displaystyle U} di {\displaystyle X} la sua immagine {\displaystyle f(U)} è aperta in {\displaystyle Y}.

## Proprietà
La definizione di funzione aperta è simile a quella di funzione continua (= la controimmagine di ogni aperto è un aperto). Nonostante possa sembrare più naturale parlare di immagini che di controimmagini, le funzioni aperte sono in topologia (e in matematica in generale) molto meno importanti delle funzioni continue.
Nella maggior parte dei casi, è necessario dimostrare che una funzione è aperta con lo scopo di verificare che sia un omeomorfismo. Infatti una {\displaystyle f:X\to Y} tra spazi topologici è un omeomorfismo se e solo se valgono le seguenti ipotesi:
- {\displaystyle f} è biunivoca;
- {\displaystyle f} è continua;
- {\displaystyle f} è aperta o chiusa.

Infatti, se {\displaystyle f} è biunivoca, la sua inversa è continua se e solo se {\displaystyle f} è aperta. Inoltre, sempre se {\displaystyle f} è biunivoca, una funzione è aperta se e solo se è chiusa. Spesso è più facile dimostrare che è chiusa.

## Esempi
La proiezione del piano euclideo su uno dei due assi è aperta. In generale, la proiezione di uno spazio euclideo su un sottospazio (con la topologia del sottospazio) è aperta.
La parabola {\displaystyle f:\mathbb {R} \to \mathbb {R} } data da {\displaystyle f(x)=x^{2}} non è aperta, perché l'immagine dell'intervallo aperto {\displaystyle (-1,1)} è l'intervallo {\displaystyle [0,1)}. 
Esistono funzioni bigettive e continue non aperte. Ad esempio, prendiamo una qualsiasi corrispondenza biunivoca {\displaystyle f:\mathbb {Z} \to \mathbb {Q} } fra i numeri interi {\displaystyle \mathbb {Z} } e i numeri razionali {\displaystyle \mathbb {Q} }. Poiché {\displaystyle \mathbb {Z} } ha la topologia discreta, la {\displaystyle f} è continua. D'altra parte, {\displaystyle \mathbb {Q} } non ha la topologia discreta, e quindi la {\displaystyle f} non può essere aperta. Esistono anche esempi di funzioni biunivoche e continue ma non aperte definite su uno spazio connesso, ad esempio {\displaystyle \mathbb {R} }.

## Fatti e teoremi
- La proiezione di uno spazio prodotto su uno dei suoi fattori è aperta.
- In analisi complessa, il teorema della funzione aperta asserisce che ogni funzione olomorfa non costante definita su un aperto connesso di {\displaystyle \mathbb {C} } è aperta.
- Il teorema dell'invarianza del dominio asserisce che una funzione continua e localmente iniettiva tra due varietà topologiche di eguale dimensione (ad esempio {\displaystyle \mathbb {R} ^{n}}) è aperta.
- Una funzione continua e biunivoca da {\displaystyle \mathbb {R} } in {\displaystyle \mathbb {R} } è anche aperta, e quindi è un omeomorfismo.